# Kapazitätsterminierung
Kapazitätsterminierung ist ein Kurzbegriff für Terminierung mit Berücksichtigung von Kapazitätsgrenzen. Ihr geht im Rahmen der Produktionsplanung und -steuerung die Durchlaufterminierung voraus, bei der die geplanten Anfangs- und Endzeitpunkte von Produktionsaufträgen bestimmt werden ohne dabei die Kapazität zu berücksichtigen. Für den Fall, dass die vorhandene Kapazität größer oder kleiner ist als die benötigte, ist anschließend eine Kapazitätsterminierung nötig.
Die Terminierung mit Kapazitätsgrenzen (Kapazitätsterminierung) kann, wie auch die Durchlaufterminierung, als Vorwärts-, Rückwärts- oder Mittelpunktterminierung erfolgen, allerdings wird bei der Berechnung der Start- und Endtermine der Arbeitsvorgänge die noch verfügbare, verplanbare Kapazität der Periode überprüft. 
Wenn keine oder ungenügende Kapazität verfügbar ist, existieren verschiedene Möglichkeiten, um den Arbeitsvorgang zu bearbeiten. Dazu gehören folgende Verfahren:
- Vergabe des Auftrags an externe Unternehmen
  - Verringerung des Auftragsbestandes
  - Verringerung der Losgrößen
- Zeitliche Verlagerung (Verschieben)
  - Verringerung des Auftragsbestandes
  - Verkleinerung der Losgröße
  - Instandhaltungsmaßnahmen verschieben
- Zeitliche Anpassung
  - Überstunden / Sonderschichten
  - Inbetriebnahme stillgelegter Maschinen
  - Nutzung von Personal oder Maschinen aus Unternehmensbereichen mit überschüssiger Kapazität

Verfügbare Kapazitäten werden beispielsweise bestimmt durch:
- die Art und Anzahl zur Verfügung stehender Arbeitsplätze;
- geplante Arbeitszeiten (Schichtarbeit, Schichtmodell)
- bereits erfolgte Belegungen (eingelastete Fertigungsaufträge)

Falls mehr Kapazität vorhanden ist als eingeplant ist bieten sich folgende Möglichkeiten an:
- Weitere Produktionsaufträge einplanen
- Vorziehen von Instandhaltungsmaßnahmen
- Übernahme externer Arbeiten.
- Kurzarbeit Abbau von Schichten
- Stilllegung von Maschinen
- Intensitätsreduktion